# Masparraute
Masparraute település Franciaországban, Pyrénées-Atlantiques megyében. Lakosainak száma 271 fő (2022. január 1.). Masparraute Amorots-Succos, Arraute-Charritte, Béguios, Bergouey-Viellenave és Labets-Biscay községekkel határos.

## Népesség
A település népességének változása:
| Lakosok száma | 236  | 224  | 235  | 234  | 242  | 250  | 253  | 261  | 271  |
|               | 2013 | 2015 | 2016 | 2017 | 2018 | 2019 | 2020 | 2021 | 2022 |